# گوریونگپو
گوریونگپو (به لاتین: Guryongpo) یک منطقهٔ مسکونی در کره جنوبی است که در جئونسانگبوک-دو واقع شده است. گوریونگپو ۴۵٫۱۷ کیلومتر مربع مساحت و ۹٬۰۹۹ نفر جمعیت دارد.